# Elson Becerra
Elson Evelio Becerra Vaca (* 26. April 1978 in Cartagena; † 8. Januar 2006 ebenda) war ein kolumbianischer Fußballspieler.
Der Stürmer war seit 2003 für Al-Jazira Club in den Vereinigten Arabischen Emiraten aktiv. Zuvor hatte er bei Deportes Tolima, Atlético Junior und América de Cali gespielt.
Becerra spielte zwischen 2000 und 2003 15 Mal in der kolumbianischen Nationalmannschaft und erzielte dabei ein Tor. Mit dem kolumbianischen Nationalteam gewann er 2001 die Copa América und nahm am Konföderationen-Pokal 2003 in Frankreich teil. Hier erlangte er einige Bekanntheit, da er im Halbfinale des Turniers im Spiel gegen Kamerun als Erster versuchte, den wegen Herzversagens zusammengebrochenen Marc-Vivien Foe wiederzubeleben.
Am 8. Januar 2006 wurden er und ein Freund in einer Diskothek von Unbekannten erschossen.

## Erfolge
Nationalmannschaft
- Copa América: 2001